# Västra Weidynastin
Västra Weidynastin (西魏; Xī Wèi) var en kinesisk dynasti som varade från 535 till 557 under tiden för De sydliga och nordliga dynastierna.
Dynastin grundades av Yuan Baoju (元宝炬) som var barnbarn till en tidigare kejsare under Norra Weidynastin. 535 blev Norra Weidynastins sista kejsare mördad av en krigsherren Yuwen Tai (宇文泰) och riket delats upp i Västra Weidynastin och Östra Weidynastin. Yuan Baoju blev kejsare Wen Di (文帝) (r. 535-551) över Västra Weidynastin även om Yuwen Tai var den faktiska ledaren. Yuwen Tai skapade nya lagar för att motverka korruption och förskingringar. Kejsar Wen Di följdes av sin son kejsar Fei Di (废帝) (r. 551–553) och under Wen Dis styre erövrade Västra Weidynastin Liangdynastins territorier i Sichuan.
När Yuwen Tai avlider 557 tar hans son Yuwen Jue makten och grundar Norra Zhoudynastin.